# Opoetisk calender för poetiskt folk

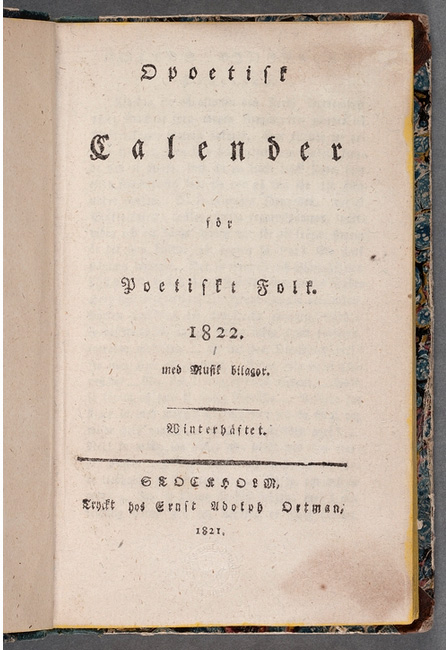
Opoetisk kalender. Titelblad till vinterhäftet.

Opoetisk calender för poetiskt folk var en litterär kalender, utgiven i två häften 1821–1822, av den i Stockholm baserade falangen av den svenska romantiska rörelsen. Dess redaktörer och huvudsakliga bidragsgivare var Carl Fredric Dahlgren, Clas Livijn, Lorenzo Hammarsköld, Per Adolf Sondén och Carl Jonas Love Almqvist.